# شبیشه (شادگان)
شبیشه (شادگان)، روستایی از توابع بخش مرکزی شهرستان شادگان در استان خوزستان ایران است.

## جمعیت
این روستا در دهستان بوزی قرار دارد و براساس سرشماری مرکز آمار ایران در سال ۱۳۸۵، جمعیت آن ۹۵ نفر (۱۶خانوار) بوده‌است.